# Psilopterus bachmanni
Psilopterus bachmanni is de typesoort van het geslacht Psilopterus uit de familie der schrikvogels (Phorusrhacidae). De soort leefde tijdens het het midden van het mioceen in het hedendaagse Argentinië en is met een rughoogte van 60 cm de kleinste bekende schrikvogel.

## Beschrijving
Psilopterus bachmanni was ongeveer zo groot als de hedendaagse kuifseriema: 60 cm rughoogte en 80 cm hoogte tot aan de top van het hoofd wanneer het tot zijn maximale hoogte werd geheven. Het dier woog maar rond de 4,5 kg. De tussen de 18 en de 20 cm lange schedel is redelijk laag en het bovenkaakbeen ook. Een opvallend kenmerk van P. bachmanni, dat het erg onderscheidt van P. lemoinei, is de erg schuine rostrale (aan de kant van de neus liggende) rand van de fenestra antorbitalis

### Gevonden materiaal
P. bachmanni is redelijk goed gekend: Behalve het lectotype (MLP-168), het proximale (dichter bij het centrum van het lichaam gelegene) van de linker tarsometatarsus, zijn nog drie exemplaren gekend, waaronder een bijna compleet skelet beschreven door Sinclair & Farr in 1932.